# Ion Dumeniuc
Ion Dumeniuc (n. 5 mai 1936, Socii Noi — d. 3 noiembrie 1992, Chișinău) a fost un lingvist, profesor universitar, publicist și om de stat român din Basarabia, primul Director al Departamentului pentru funcționarea limbilor al Republicii Moldova, luptător pentru revenirea la grafie latină și denumirea de limbă română.
1. ↑  https://ibn.idsi.md/sites/default/files/imag_file/28-76.pdf